# North Carolina Superintendent of Public Instruction
Der North Carolina Superintendent of Public Instruction gehört zu den konstitutionellen Ämtern des Bundesstaates North Carolina. Ihm obliegt die Leitung vom North Carolina Department of Public Instruction (NCDPI) und die Überwachung des öffentlichen Schulsystems des Staates.
Der Superintendent of Public Instruction ist ein Mitglied im North Carolina Council of State, der alle vier Jahre durch die wahlberechtigte Bevölkerung von North Carolina gewählt wird.  Das Amt wurde ursprünglich im Jahr 1852 als „General Superintendent of Common Schools“ geschaffen. Zu dem Zeitpunkt wurde man noch in sein Amt ernannt und nicht gewählt. Am Ende des Sezessionskrieges wurde das Amt abgeschafft und unter der Verfassung von North Carolina aus dem Jahr 1868 als Wahlamt wiederhergestellt.
Der Superintendent of Public Instruction ist auch Mitglied vom North Carolina State Board of Education – eine Komitee, welches die meiste Autorität hinsichtlich Grund- und Sekundarausbildung im Staat hat.
Der amtierende Superintendent of Public Instruction ist Mark Johnson.

## Liste der North Carolina Superintendents of Public Instruction
| # | General Superintendent of Common Schools | Amtszeit  |
| - | ---------------------------------------- | --------- |
| 1 | Calvin H. Wiley                          | 1853–1866 |

Das Amt des General Superintendent of Common Schools wurde im Jahre 1866 in North Carolina abgeschafft und im Jahr 1868 als Superintendent of Public Instruction wiederhergestellt.
| #  | Superintendent of Public Instruction | Bild | Amtszeit  | Parteizugehörigkeit |
| -- | ------------------------------------ | ---- | --------- | ------------------- |
| 2  | Samuel S. Ashley                     |      | 1868–1871 | Republikaner        |
| 3  | Alexander McIver                     |      | 1871–1873 |                     |
| 4  | Kemp P. Battle                       |      | 1873      |                     |
| 5  | Alexander McIver                     |      | 1873–1875 |                     |
| 6  | Stephen D. Pool                      |      | 1875–1876 | Demokrat            |
| 7  | John Pool                            |      | 1876–1877 | Republikaner        |
| 8  | John C. Scarborough                  |      | 1877–1885 | Demokrat            |
| 9  | Sidney M. Finger                     |      | 1885–1893 | Demokrat            |
| 10 | John C. Scarborough                  |      | 1893–1897 | Demokrat            |
| 11 | Charles H. Mebane                    |      | 1897–1901 | Republikaner        |
| 12 | Thomas F. Toon                       |      | 1901–1902 | Demokrat            |
| 13 | James Y. Joyner                      |      | 1902–1919 | Demokrat            |
| 14 | Eugene C. Brooks                     |      | 1919–1923 | Demokrat            |
| 15 | Arch T. Allen                        |      | 1923–1934 | Demokrat            |
| 16 | Clyde A. Erwin                       |      | 1934–1952 | Demokrat            |
| 17 | Charles F. Carroll                   |      | 1952–1969 | Demokrat            |
| 18 | A. Craig Phillips                    |      | 1969–1989 | Demokrat            |
| 19 | Bob Etheridge                        |      | 1989–1996 | Demokrat            |
| 20 | Michael E. Ward                      |      | 1997–2004 | Demokrat            |
| 21 | Patricia N. Willoughby               |      | 2004–2005 |                     |
| 22 | June Atkinson                        |      | 2005–2016 | Demokrat            |
| 23 | Mark Johnson                         |      | seit 2017 | Republikaner        |